# 1949 en arts plastiques
| Années des arts plastiques : 1946 - 1947 - 1948 - 1949 - 1950 - 1951 - 1952    |
| Décennies des arts plastiques : 1910 - 1920 - 1930 - 1940 - 1950 - 1960 - 1970 |

Cette page concerne l'année 1949 en arts plastiques.

## Œuvres
- Le Paysage bleu, de Marc Chagall.

## Naissances
- 18 janvier : Philippe Starck, peintre et décorateur d'intérieur français,
- 21 janvier : Françoise Magrangeas, lithographe et peintre française († 13 septembre 2011),
- 22 janvier : Dragan Malesevic Tapi, peintre yougoslave († 29 octobre 2002),
- 20 février : Jacques Teulet, peintre, graphiste et lithographe figuratif français († 16 janvier 2024),
- 1er mars : Martin Disler, peintre, sculpteur et écrivain suisse († 27 août 1996),
- 3 mars : Philippe Charpentier, peintre et graveur français,
- 7 avril : Fernando Llort, peintre, graveur et céramiste salvadorien († 10 août 2018),
- 9 avril : Tony Cragg, sculpteur britannique,
- 25 avril : Kré Mbaye, peintre sénégalais († 21 octobre 2014),
- 2 mai : Lubna Agha, peintre pakistanaise († 6 mai 2012),
- 25 mai : Umberto Menin, artiste italien,
- 31 mai : Thibaut de Reimpré, peintre français († 7 février 2023),
- 11 juin : Michel Potage, peintre français († 27 décembre 2020),
- 14 juin : Bertrand Lavier, artiste plasticien français,
- 24 juin : Lionel Godart, peintre français († 5 novembre 2020),
- 12 juillet : Jean-Paul Marchandiau, peintre français († 18 janvier 2012),
- 18 juillet : Jean-Luc Duez, artiste urbain français († 16 avril 2017),
- 27 juillet : Jean-Louis Trévisse, peintre et sculpteur français († 12 décembre 1998),
- 16 septembre : Imelda Cajipe-Endaya, graveuse, peintre, artiste d'installation et féministe philippine,
- 24 septembre : Xavier Degans, peintre, aquarelliste, sculpteur, mosaïste et lithographe français,
- 1er octobre : Sacha Ketoff, peintre et designer franco-italien († 8 avril 2014),
- 22 octobre : Ferran García Sevilla, peintre, installationniste, graveur et lithographe espagnol,
- 24 novembre : Marc Louise, peintre, lithographe, illustrateur et sculpteur français († 18 février 2013),

- ? :
  - Dominique Kaeppelin, sculpteur, graveur d'art liturgique et d'art profane français.
  - Abdelaziz Mouride, militant d'extrême-gauche, auteur de bande dessinée, peintre, journaliste et enseignant marocain († 8 avril 2013),
  - Qiu Yacai, peintre taïwanais de figures et de portraits dans un style moderne
  - P. K. Mahanandia, artiste suédois d'origine indienne

## Décès
- 10 janvier : Othon Friesz, peintre français (° 6 février 1879),
- 11 janvier : Paul Levéré, peintre français (° 26 mai 1875),
- 23 janvier : Erich Klossowski, historien de l'art et peintre français d'origine polonaise mais originellement de nationalité prussienne (° 19 décembre 1875),
- 6 février : Eugène Vavasseur, affichiste, caricaturiste, graphiste et lithographe français (° 25 avril 1863),
- 14 février : Paul Élie Dubois, peintre français, rattaché à l'École d'Alger (° 20 octobre 1886),
- 16 février : Umberto Brunelleschi, peintre, illustrateur et affichiste italien (° 21 juin 1879),
- 24 février : Eduardo Leon Garrido, peintre français d'origine espagnole (° 20 février 1856),
- 11 mars : Henry d'Estienne, peintre français (° 1er août 1872),
- 21 mars : Jean Peské, peintre et graveur français d'origine polonaise (° 27 juillet 1870),
- 25 mars : Achille Bron, peintre français (° 7 décembre 1867),
- 30 mars : Thérèse Lemoine-Lagron, peintre aquarelliste française (° 23 août 1891),
- ? mars : François-Étienne Lahaye, peintre symboliste français (° 3 août 1878),
- 20 avril : Léonard Sarluis, peintre et illustrateur d'origine hollandaise naturalisé français (° 21 octobre 1874),
- 25 avril : Jankel Adler, peintre et graveur juif polonais (° 26 juillet 1895),
- 30 avril : Gaston Varenne, peintre, graveur et critique d'art français (° 11 octobre 1872),
- ? avril : Arsène Chabanian, peintre français d'origine arménienne (° 1864),
- 1er mai : Gheorghe Petrașcu, peintre roumain (° 5 décembre 1872),
- 2 mai : Hendrikus Chabot, peintre et sculpteur néerlandais (° 2 août 1894),
- 10 mai : Raymond Woog, peintre et dessinateur français (° 25 octobre 1875),
- 13 mai : Henry Tattegrain, peintre, aquarelliste, graveur et illustrateur français (° 29 août 1874),
- 18 mai : May Wilson Preston, peintre américaine (° 11 août 1873),
- 10 juin : Ernest Vauthrin, peintre français (° 19 janvier 1878),
- 14 juin : André Blondel, peintre juif polono-français (° 27 mai 1909),
- 18 juin : Adélaïde Ametis, peintre italienne (° 17 février 1877),
- 28 juin : Matej Sternen, peintre austro-hongrois puis yougoslave (° 20 septembre 1870),
- 9 juillet : Georges Binet, peintre français (° 30 avril 1865),
- 10 juillet : Albert Larteau,  peintre français (° 7 juillet 1870),
- 18 juillet : Bernhard Hoetger, sculpteur et peintre allemand (° 4 mai 1874),
- 19 juillet : Georges Klaenschi, peintre et collectionneur de figurines français (° 12 mai 1882),
- 28 juillet : Adrien Godien, peintre français (° 14 mai 1873),
- 29 juillet : József Koszta, peintre hongrois (° 27 mars 1861),
- 8 août : Joaquín Torres García, peintre muraliste, sculpteur, écrivain, enseignant et théoricien hispano-uruguayen (° 28 juillet 1874),
- 11 août : Gustave Quenioux, peintre français (° 16 août 1865),
- 14 août : Paul Bornet, graveur et peintre français (° 11 septembre 1878),
- 16 août : Louis Malespina, peintre, illustrateur et sculpteur français (° 21 juin 1874),
- 23 août : Arnó Stern, peintre polonais (° 12 août 1888),
- 27 août : Shōen Uemura, peintre japonaise (° 23 avril 1875),
- 28 août : Paul-Émile Colin, graveur et peintre français (° 16 août 1867),
- 1er septembre : Robert Dupont, peintre français (° 28 juillet 1874),
- 7 septembre : José Clemente Orozco, peintre muraliste mexicain (° 23 novembre 1883),
- 13 septembre : Madeleine Carpentier, peintre, aquarelliste et lithographe française (° 3 février 1865),
- 15 septembre : Michel-Auguste Colle, peintre français (° 7 janvier 1872),
- 22 septembre : Roberto Lewis, peintre, sculpteur, enseignant et diplomate panaméen (° 30 septembre 1874),
- 25 septembre : Henri Manguin, peintre et graveur français (° 23 mars 1874),
- 27 septembre : Michel-Adrien Servant, peintre français (° 4 mars 1885),
- 29 septembre : Louis-Marie Désiré-Lucas, peintre et lithographe français  (° 15 octobre 1869),
- ? septembre : Frédéric Sauvignier, peintre et illustrateur français (° 24 juin 1873),
- 5 octobre : Jean Antoine Armand Vergeaud, peintre orientaliste français (° 3 août 1876),
- 7 octobre : Bertha Züricher, peintre suisse (° 20 mars 1869),
- 8 octobre : Edith Somerville, romancière, peintre et musicienne irlandaise (° 2 mai 1858),
- 17 octobre : Étienne Morillon, peintre et graveur français (° 16 juillet 1884),
- 19 octobre : Henri Dabadie, peintre orientaliste et paysagiste français (° 1er décembre 1867),
- 22 octobre : Pierre Sevaistre, peintre français (° 22 mars 1879),
- 28 octobre : Bernard Boutet de Monvel, peintre, graveur, illustrateur, sculpteur et décorateur français (° 9 août 1881),
- 2 novembre : Paul-Michel Dupuy, peintre français (° 22 mars 1869),
- 13 novembre : Tsuchiya Koitsu, artiste et peintre japonais de l’école Shin-Hanga (° 23 septembre 1870),
- 19 novembre : James Ensor, peintre belge (° 13 avril 1860),
- 20 novembre : Max Theynet, peintre et aquarelliste suisse (° 18 avril 1875),
- 21 novembre : Paul Lunaud, peintre français  (° 22 décembre 1900),
- 23 novembre : Jules Récubert, peintre et sculpteur français (° 17 février 1874),
- 26 novembre : Alexandre Roubtzoff, peintre russe puis soviétique naturalisé français (° 24 janvier 1884),
- 27 novembre : Vincenzo Irolli, peintre italien (° 30 septembre 1860),
- 5 décembre : Coutisson des Bordes, peintre français (° 2 avril 1885),
- 19 décembre : Jeanne Simon, peintre française (° 17 mars 1869),
- ? :
  - Élisa Beetz-Charpentier, sculptrice, médailleuse et peintre franco-belge (° 1859),
  - Lazzaro Pasini, peintre italien (° 1861),
  - Attilio Pratella, peintre italien (° 1856),
  - Perico Ribera, peintre pastelliste espagnol naturalisé français (° 2 décembre 1867),
  - Konstantin Roudakov, graphiste et enseignant russe puis soviétique (° 26 mars 1891),
  - Henri de Saint-Delis, peintre français (° 1878).